# إنذار كاذب

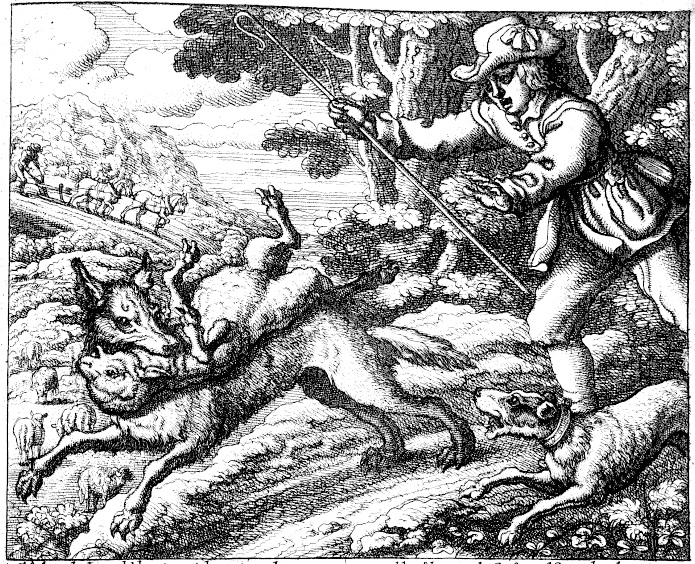

الإنذار الكاذب، والذي يطلق أيضًا عليه الإنذار الخاطئ، هو إبلاغ كاذب بحالة طوارئ مما يتسبب في ذعر غير مبرر وإحضار موارد (مثل خدمات الطوارئ) إلى مكان لا يتطلب وجودها. قد تحدث الإنذارات الكاذبة مع أجهزة الإنذار السكنية ضد السرقة وكاشفات الدخان وأجهزة الإنذار في المنشآت الصناعية ونظريات كشف الإشارات القادمة. لدى الإنذارات الكاذبة إمكانية صرف المستجيبين لحالات الطوارئ عن الطوارئ الفعلية، الأمر الذي قد ينتج عنه في النهاية خسائر في الأرواح. في بعض الحالات، قد تتسبب الإنذارات الكاذبة المتكررة في منطقة محددة إلى تجاهل قاطنيها لجميع الإنذارات، حيث يدركون أنها ستكون في الغالب كاذبة في كل مرة. ويمكن إرجاع هذه الفكرة إلى قصة إيسوب الراعي والذئب (The Boy Who Cried Wolf)، حيث تحكي قصة الصبي الذي صرخ «ذئب!» كذبًا وتسبب في تجاهل أهل البلدة لصراخه عندما أتى إليه ذئب حقًا.

## نظرة عامة
يشير المصطلح «إنذار كاذب» إلى إطلاق أنظمة الإنذار في مختلف تطبيقاتها عن طريق حدث مختلف عن حدث الإطلاق المتوقع. وتشمل أمثلة هذه التطبيقات أجهزة الإنذار السكنية ضد السرقة وكاشفات الدخان وأجهزة الإنذار في المنشآت الصناعية ونظريات كشف الإشارات القادمة.
وقد يكون مصطلح «الإنذار الكاذب» في الواقع غير صحيح لغويًا في بعض الاستخدامات. فعلى سبيل المثال، يمكن إطلاق جهاز إنذار سكني ضد السرقة عن غير قصد بواسطة قاطني المنزل. فلا يكون الإنذار كاذبًا في هذه الحالة - فلقد تم إطلاقه عن طريق الحدث المتوقع - ولكنه يعد كاذبًا بمعنى أنه لم يكن يجب إنذار الشرطة. وكنتيجة لهذه المشكلة، يمكن الإشارة كذلك إلى الإنذارات الكاذبة باسم «الإنذارات الخاطئة».

## أنواع الإنذارات الكاذبة

### أجهزة الإنذار السكنية ضد السرقة

#### الأسباب وتفاديها
يمكن التسبب في إطلاق أجهزة الإنذار السكنية ضد السرقة عن طريق تشغيل النظام وإلغاء تشغيله بطريقة غير صحيحة وانقطاع التيار الكهربائي وضعف البطاريات وتجول الحيوانات الأليفة والأبواب والنوافذ غير المغلقة بإحكام. ولقد وصلت تكلفة إرسال قوات الشرطة إلى المنازل التي تم إطلاق أنظمة الإنذار فيها عن طريق الخطأ في الولايات المتحدة عام 2002 إلى مبلغ 1.8 مليار دولار. وبسبب هذه التكلفة تتطلب الكثير من المدن وجود تصريح لتركيب أجهزة الإنذار ضد السرقة وشرعت وجود غرامات على الإنذارات الكاذبة المتكررة والمفرطة.

##### تشغيل نظام الإنذار وإلغاء تشغيله بطريقة غير صحيحة
عادةً ينتج ذلك عن أخطاء بسيطة مثل إدخال رمز سري خاطئ أو السماح بمرور وقت طويل قبل إدخال الرمز. يمكن تفادي هذه الأنواع من الإنذارات الكاذبة عن طريق أخذ المزيد من الوقت في إلغاء تشغيل الأنظمة ومراعاة وجود يد واحدة على الأقل فارغة عند الدخول إلى المنزل للتمكن من إلغاء تشغيل النظام بصورة صحيحة.

##### المستخدمون غير المدربين
إن المستخدمين غير المدربين هم أي شخص يحتاج إلى الدخول إلى منزلك بصورة مؤقتة ولا يعلم كيفية استخدام نظامك. ويتضمن أكثر المستخدمين غير المدربين شيوعًا أطقم التنظيف وعاملي الإصلاح والأشخاص المسئولين عن تمشية الكلاب أو جلساء الأطفال. ويمكن تفادي إطلاق النظام عن غير قصد عن طريق تعليم المستخدمين المؤقتين بصورة أفضل كيفية استخدام نظام محدد.

##### مشكلات التيار الكهربائي
قد يتسبب انقطاع التيار الكهربائي في نظام ذي بطاريات احتياطية ضعيفة في إطلاق الإنذار. يتطلب تفادي هذا النوع من الإنذارات أن يقوم مالك جهاز الإنذار باستبدال البطاريات الاحتياطية بصورة دورية.

##### الحيوانات الأليفة
يمكن أن يتم إطلاق أجهزة استشعار الحركة بواسطة الحيوانات الأليفة التي تتجول في المنزل. يمكن حل هذه المشكلة عن طريق العثور على أجهزة كشف الحركة غير الحساسة للإشارات تحت الحمراء الصادرة عن أي جسم يزن أقل من 80 رطلاً، أو عن طريق الحد من وصول الحيوانات الأليفة إلى الغرف المحتوية على أجهزة كشف الحركة.

##### الأبواب والنوافذ غير المغلقة بإحكام
يمكن أن يتسبب عدم غلق الأبواب والنوافذ بإحكام إلى الاصطفاف الخاطئ لوصلات الإنذار مما قد ينتج عنه إنذار كاذب. بالإضافة إلى أنه إذا تم ترك باب أو نافذة مفتوح جزئيًا فستتمكن الرياح من فتحه بالكامل الأمر الذي سينتج عنه كذلك إنذار كاذب. لتفادي حدوث ذلك يجب غلق الأبواب والنوافذ بإحكام دائمًا.

### كاشفات الدخان
إن الإنذارات الكاذبة الناتجة عن دخان منتشرة. وهي تحدث عندما يتم إطلاق كاشفات الدخان عن طريق دخان غير ناتج عن حريق خطير. إن الطهي بزيت بدرجات حرارة عالية أو حرق المخبوزات أو إطفاء عدد كبير من شمع أعياد الميلاد بالقرب من كاشف دخان قد تمثل جميعها أسبابًا لحدوث إنذارات كاذبة.

### أجهزة الإنذار في المنشآت الصناعية
في إدارة الإنذارات بالمنشآت الصناعية يشير الإنذار الخاطئ إما إلى إطلاق إنذار مع محتوى معلوماتي قليل والذي يمكن عادةً تجاهله، أو إلى إنذار من الممكن أن يكون حقيقيًا ولكنه نتج عن عطل في إحدى المعدات. ويمثل كلا النوعين إشكالية بسبب تأثير «الراعي والذئب» - أو إطلاق الإنذارات الكاذبة - المذكور أعلاه.

### نظرية كشف الإشارة
في نظرية كشف (الإشارة)، يحدث الإنذار الكاذب عندما يتجاوز أحد الأحداث غير المستهدفة معيار الاكتشاف ويتم التعرف عليه كهدف (انظر تثبيت معدل الإنذارات الكاذبة).

## أمثلة
يعد حريق مبنى بولند للسكن الجامعي في 19 يناير 2000 من الأمثلة المأساوية لعواقب الإنذارات الكاذبة المستمرة؛ حيث بدأ العديد من الطلاب بتجاهل إنذارات الحريق كنتيجة لإنذارات الحريق الكاذبة. ولكن عندما اندلع حريق فعلي توفي ثلاثة طلاب قاموا بتجاهل إنذار الحريق وأصيب العديد من الأشخاص الآخرين.
وبالمثل، بعدما وجد أن العديد من إنذارات السيارات الصوتية إنذارات كاذبة فأصبح العديد من الأشخاص لا يعيرون اهتمامًا ولا يتأكدون سواء إذا كان هناك من يقوم بسرقة إحدى السيارات. ولقد اعترف بعض اللصوص المتمرسين أن مثل أجهزة الإنذار هذه لا تردعهم عن سرقة السيارات.

## الدلالة اللفظية
إن مصطلح «الإنذار الكاذب» هو في الواقع خطأ في التسمية وعادةً ما يتم استبداله بمصطلح «إنذار خاطئ». فعندما يعمل أحد أجهزة الاستشعار فلا يعد ذلك كاذبًا حيث إنه في الغالب مؤشر واقعي للوضع الحالي لجهاز الاستشعار. ويعد مصطلح خطأ هو المصطلح الأكثر ملاءمة، حيث يشير إلى أن إطلاق جهاز الإنذار غير ملائم أو مزعج أو مفتعل. فمن الأمثلة الرئيسية على هذا الاختلاف تسبب العناكب في إطلاق جهاز إنذار السرقة. (حيث يبدو العنكبوت الذي يزحف على شبكته أمام جهاز الكشف عن الحركة كبير الحجم للغاية بالنسبة للجهاز.) 
ويمكن أن تشير الإنذارات الكاذبة كذلك إلى المواقف حيث يخاف المرء من أحد الأشياء ويتضح في النهاية أن الأمر لا يستدعي ذلك.